# Campionati mondiali juniores di bob 1998
I Campionati mondiali juniores di bob 1998, dodicesima edizione della manifestazione organizzata dalla Federazione Internazionale di Bob e Skeleton, si sono disputati il 22 e il 25 gennaio 1998 a Cortina d'Ampezzo, in Italia, sull'omonima pista olimpica (dal 2003 intitolata al pluricampione olimpico e mondiale Eugenio Monti), il tracciato sul quale si svolsero le competizioni del bob ai Giochi di Cortina d'Ampezzo 1956 e le rassegne iridate juniores del 1991, del 1993 e del 1996. La località veneta sita ai piedi delle Dolomiti ha quindi ospitato le competizioni mondiali di categoria per la quarta volta nel bob a due uomini e nel bob a quattro.

## Risultati

### Bob a due uomini
La gara si è disputata il 22 gennaio 1998 nell'arco di due manches ed hanno preso parte alla competizione 14 compagini in rappresentanza di 7 differenti nazioni.
| Pos. | Atleti                              | Nazione    | Tempo   | Distacco |
| ---- | ----------------------------------- | ---------- | ------- | -------- |
|      | André Lange Enrico Kühn             | Germania-2 | 1:48.76 |          |
|      | Martin Annen Jürg Schaufelberger    | Svizzera-2 | 1:48.95 | +0.19    |
|      | Christian Caldara Michael Pasquazzo | Italia-1   | 1:49.14 | +0.38    |
| 4    | René Spies Emanuel Chibesakunda     | Germania-1 | 1:49.15 | +0.39    |
| 5    | Ralph Rüegg Stefan Hammer           | Svizzera-1 | 1:49.80 | +1.04    |
| ...  | ...                                 | ...        | ...     | ...      |

### Bob a quattro
La gara si è disputata il 25 gennaio 1998 nell'arco di due manches.
|     | André Lange Magnus Knigge Christoph Heyder Lars Behrendt | Germania |     |     |
|     | Ernesto Caldara nd                                       | Italia   |     |     |
|     | Matthias Höpfner Enrico Kühn Daniel Gärtner nd           | Germania |     |     |
| ... | ...                                                      | ...      | ... | ... |

## Medagliere
| Posizione | Nazione  | Oro | Argento | Bronzo | Totale |
| --------- | -------- | --- | ------- | ------ | ------ |
| 1         | Germania | 2   | 1       | 0      | 3      |
| 2         | Italia   | 0   | 1       | 1      | 2      |
| 3         | Svizzera | 0   | 1       | 0      | 1      |
| Totale    | Totale   | 2   | 2       | 2      | 6      |